# Belistázás
A belistázás a kereskedelemben az a művelet, amelynek során a kereskedő felvesz egy terméket a kínálatába, azaz rögzíti a számítógépes rendszerébe a termék adatait: leírását, vonalkódját, vámtarifaszámát, árát stb. A kereskedelmi gyakorlatban a szállító ezért belistázási díjat fizet a kereskedőnek, amelynek mértékét az ártárgyalások során határozzák meg. 
A belistázási díjak néhány százezer forinttól a milliós nagyságrendig terjedhetnek a termék jellegétől, illetve a szállító és a kereskedő kapcsolatától függően. 
A mezőgazdasági és élelmiszeripari termékek vonatkozásában a beszállítókkal szemben alkalmazott tisztességtelen forgalmazói magatartás tilalmáról szóló 2009. évi XCV. törvény a belistázási díj alkalmazását tisztességtelen magatartásnak minősíti, mint olyan díjat, amelyért cserébe nem történik szolgáltatásnyújtás.